# Thanti
Thanti (en népalais : ठांटी) est un comité de développement villageois du Népal situé dans le district d'Achham. Au recensement de 2011, il comptait 2 673 habitants.